# Contea di Keith
La contea di Keith (in inglese Keith County) è una contea dello Stato del Nebraska, negli Stati Uniti. La popolazione al censimento del 2000 era di 8 875 abitanti. Il capoluogo di contea è Ogallala.

## Comuni
- Ogallala (city)
- Brule (village)
- Paxton (village)
- Belmar (CDP)
- Keystone (CDP)
- Lemoyne (CDP)
- Martin (CDP)
- Roscoe (CDP)
- Sarben (CDP)